# 香港條例列表
本列表收錄香港已發佈的條例，包括已廢止的條例。本表不收錄附屬法例、撥款條例（含追加撥款條例）、唯一目的旨在修订成文法则的条例、以及在1990年前被废除的条例。

## 第1章至第100章
| 章      | 標題                                   | 全文                        | 生效日期       | 備註                       |
| ------- | -------------------------------------- | --------------------------- | -------------- | -------------------------- |
| 第1章   | 《釋義及通則條例》                     | 全文 （页面存档备份，存于） | 1966年12月31日 |                            |
| 第2章   | 《公共財政條例》                       | 全文 （页面存档备份，存于） | 1983年4月1日   |                            |
| 第3章   | 《陪審團條例》                         | 全文                        | 1887年6月1日   |                            |
| 第4章   | 《高等法院條例》                       | 全文                        | 1976年2月20日  |                            |
| 第5章   | 《法定語文條例》                       | 全文                        | 1974年2月15日  |                            |
| 第6章   | 《破產條例》                           | 全文                        | 1932年1月1日   |                            |
| 第7章   | 《業主與租客(綜合)條例》               | 全文                        | 1947年5月23日  |                            |
| 第8章   | 《證據條例》                           | 全文                        | 1889年1月18日  |                            |
| 第9章   | 《判決(強制執行措施)條例》             | 全文                        | 1921年12月30日 |                            |
| 第10章  | 《遺囑認證及遺產管理條例》             | 全文                        | 1971年10月7日  |                            |
| 第11章  | 《宣誓及聲明條例》                     | 全文                        | 1972年4月28日  |                            |
| 第12章  | 《火警調查條例》                       | 全文                        | 1895年12月18日 |                            |
| 第13章  | 《未成年人監護條例》                   | 全文                        | 1977年2月17日  |                            |
| 第14章  | 《死因裁判官條例》                     | 全文                        |                | 已廢除                     |
| 第15章  | 《土地發展公司條例》                   | 全文                        |                | 已廢除                     |
| 第16章  | 《分居令及贍養令條例》                 | 全文                        | 1935年12月6日  |                            |
| 第17章  | 《土地審裁處條例》                     | 全文                        | 1974年12月1日  |                            |
| 第18章  | 《分攤條例》                           | 全文                        | 1886年3月10日  |                            |
| 第19章  | 《匯票條例》                           | 全文                        | 1885年5月4日   |                            |
| 第20章  | 《賣據條例》                           | 全文                        | 1886年7月12日  |                            |
| 第21章  | 《誹謗條例》                           | 全文                        | 1887年2月22日  |                            |
| 第22章  | 《致命意外條例》                       | 全文                        | 1986年11月1日  |                            |
| 第23章  | 《法律修訂及改革(綜合)條例》           | 全文                        | 1901年7月1日   |                            |
| 第24章  | 《證券及期貨事務監察委員會條例》       | 全文                        |                | 已廢除                     |
| 第25章  | 《勞資審裁處條例》                     | 全文                        | 1973年3月1日   |                            |
| 第26章  | 《貨品售賣條例》                       | 全文                        | 1896年8月1日   |                            |
| 第27章  | 《土地拍賣條例》                       | 全文                        | 1886年7月12日  |                            |
| 第28章  | 《土地(雜項條文)條例》                 | 全文                        | 1972年10月1日  |                            |
| 第29章  | 《受託人條例》                         | 全文                        | 1934年7月27日  |                            |
| 第30章  | 《遺囑條例》                           | 全文                        | 1970年3月13日  |                            |
| 第31章  | 《授權書條例》                         | 全文                        | 1972年10月1日  |                            |
| 第32章  | 《公司(清盤及雜項條文)條例》           | 全文                        | 1933年7月1日   |                            |
| 第33章  | 《合作社條例》                         | 全文                        | 1951年2月15日  |                            |
| 第34章  | 《貨幣兌換商條例》                     | 全文                        | 1985年4月1日   |                            |
| 第35章  | 《撫恤金(特別規定)(關員)條例》         | 全文                        | 1985年3月15日  |                            |
| 第36章  | 《特權及豁免權(聯合聯絡小組)條例》     | 全文                        | 1985年6月21日  |                            |
| 第37章  | 《有限責任合夥條例》                   | 全文                        | 1912年6月1日   |                            |
| 第38章  | 《合夥條例》                           | 全文                        | 1897年5月15日  |                            |
| 第39章  | 《版權條例》                           | 全文                        |                | 已廢除                     |
| 第40章  | 《政府租契條例》                       | 全文                        | 1973年12月14日 |                            |
| 第41章  | 《保險業條例》                         | 全文                        | 1983年6月30日  |                            |
| 第42章  | 《專利註冊條例》                       | 全文                        |                | 已廢除                     |
| 第43章  | 《商標條例》                           | 全文                        |                | 已廢除                     |
| 第44章  | 《聯合王國設計(保障)條例》             | 全文                        |                | 已廢除                     |
| 第45章  | 《提單條例》                           | 全文                        |                | 已廢除                     |
| 第46章  | 《外地判決(限制承認及強制執行)條例》   | 全文                        | 1985年6月28日  |                            |
| 第47章  | 《學徒制度條例》                       | 全文                        | 1976年7月19日  |                            |
| 第48章  | 《代理商條例》                         | 全文                        | 1896年7月1日   |                            |
| 第49章  | 《業務轉讓(債權人保障)條例》           | 全文                        | 1980年6月27日  |                            |
| 第50章  | 《專業會計師條例》                     | 全文                        | 1973年1月1日   |                            |
| 第51章  | 《氣體安全條例》                       | 全文                        | 1991年4月1日   |                            |
| 第52章  | 《電視條例》                           | 全文                        |                | 已廢除                     |
| 第53章  | 《古物及古蹟條例》                     | 全文                        | 1976年1月1日   |                            |
| 第54章  | 《儲氣鼓檢驗條例》                     | 全文                        |                | 已廢除                     |
| 第55章  | 《勞資關係條例》                       | 全文                        | 1975年8月1日   |                            |
| 第56章  | 《鍋爐及壓力容器條例》                 | 全文                        | 1963年3月1日   |                            |
| 第57章  | 《僱傭條例》                           | 全文                        | 1968年9月27日  |                            |
| 第58章  | 《青年及兒童海上工作僱傭條例》         | 全文                        | 1933年1月1日   |                            |
| 第59章  | 《工廠及工業經營條例》                 | 全文                        | 1955年9月29日  |                            |
| 第60章  | 《進出口條例》                         | 全文                        | 1972年1月1日   |                            |
| 第61章  | 《借款條例》                           | 全文                        | 1975年5月23日  |                            |
| 第62章  | 《司法程序(烈風警告期間聆訊延期)條例》 | 全文                        | 1969年7月4日   |                            |
| 第63章  | 《行業委員會條例》                     | 全文                        | 1940年6月21日  |                            |
| 第64章  | 《借款(政府債券)條例》                 | 全文                        | 1975年8月1日   |                            |
| 第65章  | 《法定貨幣紙幣發行條例》               | 全文                        | 1895年3月20日  |                            |
| 第66章  | 《外匯基金條例》                       | 全文                        | 1935年12月6日  |                            |
| 第67章  | 《壹圓紙幣及輔助紙幣條例》             | 全文                        | 1969年9月1日   |                            |
| 第68章  | 《度量衡條例》                         | 全文                        | 1989年1月1日   |                            |
| 第69章  | 《私人條例草案條例》                   | 全文                        | 1991年7月5日   |                            |
| 第70章  | 《香港上海滙豐銀行有限公司條例》       | 全文                        | 1929年5月17日  |                            |
| 第71章  | 《管制免責條款條例》                   | 全文                        | 1990年12月1日  |                            |
| 第72章  | 《一般借款及公債條例》                 | 全文                        |                | 已廢除                     |
| 第73章  | 《無遺囑者遺產條例》                   | 全文                        | 1971年10月7日  |                            |
| 第74章  | 《香港庫券(本地)條例》                 | 全文                        | 1926年4月23日  |                            |
| 第75章  | 《香港庫券(倫敦)條例》                 | 全文                        |                | 已廢除                     |
| 第76章  | 《信託承認條例》                       | 全文                        | 1990年3月30日  |                            |
| 第77章  | 《受託人(香港政府證券)條例》           | 全文                        |                | 不採用為香港特別行政區法律 |
| 第78章  | 《往香港以外地方就業合約條例》         | 全文                        | 1965年11月1日  |                            |
| 第79章  | 《尚存配偶及子女撫恤金條例》           | 全文                        | 1978年1月1日   |                            |
| 第80章  | 《退休金(特別規定)(醫院管理局)條例》   | 全文                        | 1991年12月1日  |                            |
| 第81章  | 《港口管制(貨物裝卸區)條例》           | 全文                        | 1974年7月26日  |                            |
| 第82章  | 《商品交易所(禁止經營)條例》           | 全文                        | 1973年8月3日   |                            |
| 第83章  | 《偷渡者條例》                         | 全文                        | 1924年8月1日   |                            |
| 第84章  | 《領港條例》                           | 全文                        | 1972年10月20日 |                            |
| 第85章  | 《船貨點算員(執照)條例》               | 全文                        |                | 已廢除                     |
| 第86章  | 《調查委員會條例》                     | 全文                        | 1968年7月12日  |                            |
| 第87章  | 《律政人員條例》                       | 全文                        | 1950年3月10日  |                            |
| 第88章  | 《英國法律應用條例》                   | 全文                        |                | 不採用為香港特別行政區法律 |
| 第89章  | 《退休金條例》                         | 全文                        | 1949年12月9日  |                            |
| 第90章  | 《退休金(特別規定)(香港理工學院)條例》 | 全文                        | 1972年8月1日   |                            |
| 第91章  | 《法律援助條例》                       | 全文                        | 1967年1月12日  |                            |
| 第92章  | 《司法人員推薦委員會條例》             | 全文                        | 1976年2月20日  |                            |
| 第93章  | 《公務員敍用委員會條例》               | 全文                        | 1950年6月30日  |                            |
| 第94章  | 《孤寡撫恤金條例》                     | 全文                        | 1908年12月31日 |                            |
| 第95章  | 《消防條例》                           | 全文                        | 1954年8月13日  |                            |
| 第96章  | 《林區及郊區條例》                     | 全文                        | 1937年7月30日  |                            |
| 第97章  | 《新界條例》                           | 全文                        | 1910年10月28日 |                            |
| 第98章  | 《郵政署條例》                         | 全文                        | 1926年7月1日   |                            |
| 第99章  | 《退休金利益條例》                     | 全文                        | 1987年7月1日   |                            |
| 第100章 | 《註冊總署署長(人事編制)條例》         | 全文                        |                | 已廢除                     |

## 第101章至第200章
| 章      | 標題                               | 全文 | 生效日期       | 備註                       |
| ------- | ---------------------------------- | ---- | -------------- | -------------------------- |
| 第101章 | 《臨時市政局條例》                 | 全文 |                | 已廢除                     |
| 第102章 | 《水務設施條例》                   | 全文 | 1975年1月1日   |                            |
| 第103章 | Electricity Supply Ordinance       | 全文 |                | 已廢除                     |
| 第104章 | 《渡輪服務條例》                   | 全文 | 1982年6月15日  |                            |
| 第105章 | 《公共照明條例》                   | 全文 | 1914年5月8日   |                            |
| 第106章 | 《電訊條例》                       | 全文 | 1963年1月1日   |                            |
| 第107章 | 《電車條例》                       | 全文 | 1902年5月23日  |                            |
| 第108章 | 《博彩稅條例》                     | 全文 | 1932年1月1日   |                            |
| 第109章 | 《應課稅品條例》                   | 全文 | 1963年10月16日 |                            |
| 第110章 | 《娛樂稅條例》                     | 全文 |                | 已廢除                     |
| 第111章 | 《遺產稅條例》                     | 全文 | 1932年2月26日  |                            |
| 第112章 | 《税務條例》                       | 全文 | 1947年5月3日   |                            |
| 第113章 | 《醫院管理局條例》                 | 全文 | 1990年12月1日  |                            |
| 第114章 | 《雜類牌照條例》                   | 全文 | 1933年10月27日 |                            |
| 第115章 | 《入境條例》                       | 全文 | 1972年4月1日   |                            |
| 第116章 | 《差餉條例》                       | 全文 | 1973年4月1日   |                            |
| 第117章 | 《印花稅條例》                     | 全文 | 1981年7月1日   |                            |
| 第118章 | 《官契(薄扶林)條例》               | 全文 | 1966年10月28日 |                            |
| 第119章 | 《儲蓄互助社條例》                 | 全文 | 1970年2月28日  |                            |
| 第120章 | 《公共收入保障條例》               | 全文 | 1927年6月30日  |                            |
| 第121章 | 《建築物條例(新界適用)條例》       | 全文 | 1987年10月16日 |                            |
| 第122章 | 《核數條例》                       | 全文 | 1971年12月10日 |                            |
| 第123章 | 《建築物條例》                     | 全文 | 1956年6月1日   |                            |
| 第124章 | 《收回土地條例》                   | 全文 | 1900年11月14日 |                            |
| 第125章 | 《地稅及地價(分攤)條例》           | 全文 | 1970年5月8日   |                            |
| 第126章 | 《政府土地權(重收及轉歸補救)條例》 | 全文 | 1970年6月1日   |                            |
| 第127章 | 《前濱及海床(填海工程)條例》       | 全文 | 1985年8月9日   |                            |
| 第128章 | 《土地註冊條例》                   | 全文 | 1844年2月28日  |                            |
| 第129章 | 《遺屬生活費條例》                 | 全文 |                | 已廢除                     |
| 第130章 | 《土地徵用(管有業權)條例》         | 全文 | 1983年7月15日  |                            |
| 第131章 | 《城市規劃條例》                   | 全文 | 1939 年6月23日 |                            |
| 第132章 | 《公眾衞生及市政條例》             | 全文 | 1960年11月11日 |                            |
| 第133章 | 《除害劑條例》                     | 全文 | 1977年7月15日  |                            |
| 第134章 | 《危險藥物條例》                   | 全文 | 1969年1月17日  |                            |
| 第135章 | 《商船(海員招募)條例》             | 全文 |                | 已廢除                     |
| 第136章 | 《精神健康條例》                   | 全文 | 1962年1月19日  |                            |
| 第137章 | 《抗生素條例》                     | 全文 | 1948年6月4日   |                            |
| 第138章 | 《藥劑業及毒藥條例》               | 全文 | 1970年1月1日   |                            |
| 第139章 | 《公眾衞生(動物及禽鳥)條例》       | 全文 | 1936年1月1日   |                            |
| 第140章 | 《飛機乘客離境稅條例》             | 全文 | 1983年6月9日   |                            |
| 第141章 | 《檢疫及防疫條例》                 | 全文 |                | 已廢除                     |
| 第142章 | 《書刊註冊條例》                   | 全文 | 1976年9月26日  |                            |
| 第143章 | 《船用物料保障條例》               | 全文 |                | 已廢除                     |
| 第144章 | 《政府物資條例》                   | 全文 |                | 已廢除                     |
| 第145章 | 《化學品管制條例》                 | 全文 | 1975年9月1日   |                            |
| 第146章 | 《基要商品儲備條例》               | 全文 |                | 已廢除                     |
| 第147章 | 《沙粒條例》                       | 全文 | 1935年12月6日  |                            |
| 第148章 | 《賭博條例》                       | 全文 | 1977年2月17日  |                            |
| 第149章 | 《公眾假期條例》                   | 全文 | 1947年1月10日  |                            |
| 第150章 | 《新界土地契約(續期)條例》         | 全文 | 1988年2月26日  |                            |
| 第151章 | 《社團條例》                       | 全文 | 1949年5月27日  |                            |
| 第152章 | 《新界(可續期政府租契)條例》       | 全文 | 1969年5月9日   |                            |
| 第153章 | 《華人廟宇條例》                   | 全文 | 1928年4月27日  |                            |
| 第154章 | 《文武廟條例》                     | 全文 | 1908年6月5日   |                            |
| 第155章 | 《銀行業條例》                     | 全文 | 1986年9月1日   |                            |
| 第156章 | 《牙醫註冊條例》                   | 全文 | 1959年10月1日  |                            |
| 第157章 | 《退休金(特別規定)條例》           | 全文 | 1950年9月1日   |                            |
| 第158章 | 《酒店東主條例》                   | 全文 | 1962年2月1日   |                            |
| 第159章 | 《法律執業者條例》                 | 全文 | 1964年8月1日   |                            |
| 第160章 | 《水上小販條例》                   | 全文 |                | 已廢除                     |
| 第161章 | 《醫生註冊條例》                   | 全文 | 1957年6月1日   |                            |
| 第162章 | 《助產士註冊條例》                 | 全文 | 1960年12月9日  |                            |
| 第163章 | 《放債人條例》                     | 全文 | 1980年12月12日 |                            |
| 第164章 | 《護士註冊條例》                   | 全文 | 1961年7月7日   |                            |
| 第165章 | 《醫院、護養院及留產院註冊條例》   | 全文 |                | 已廢除                     |
| 第166章 | 《當押商條例》                     | 全文 | 1984年8月24日  |                            |
| 第167章 | 《貓狗條例》                       | 全文 | 1950年1月6日   |                            |
| 第168章 | 《動物羈留所條例》                 | 全文 | 1911年12月1日  |                            |
| 第169章 | 《防止殘酷對待動物條例》           | 全文 | 1935年11月29日 |                            |
| 第170章 | 《野生動物保護條例》               | 全文 | 1976年1月23日  |                            |
| 第171章 | 《漁業保護條例》                   | 全文 | 1962年10月12日 |                            |
| 第172章 | 《公眾娛樂場所條例》               | 全文 | 1919年10月31日 |                            |
| 第173章 | 《民航(生死及失蹤者)條例》         | 全文 | 1950年10月13日 |                            |
| 第174章 | 《生死登記條例》                   | 全文 | 1934年8月10日  |                            |
| 第175章 | 《出生登記(特設登記冊)條例》       | 全文 | 1947年12月18日 |                            |
| 第176章 | 《死亡登記(特設登記冊)條例》       | 全文 | 1947年12月31日 |                            |
| 第177章 | 《人事登記條例》                   | 全文 | 1960年6月1日   |                            |
| 第178章 | 《婚姻制度改革條例》               | 全文 | 1970年7月10日  |                            |
| 第179章 | 《婚姻訴訟條例》                   | 全文 | 1967年1月20日  |                            |
| 第180章 | 《英國以外婚姻條例》               | 全文 |                | 不採用為香港特別行政區法律 |
| 第181章 | 《婚姻條例》                       | 全文 | 1876年3月1日   |                            |
| 第182章 | 《已婚者地位條例》                 | 全文 | 1971年10月7日  |                            |
| 第183章 | 《親父鑑定法律程序條例》           | 全文 |                | 已廢除                     |
| 第184章 | 《婚生地位條例》                   | 全文 | 1971年10月7日  |                            |
| 第185章 | 《外籍人士(財產權利)條例》         | 全文 | 1853年11月17日 |                            |
| 第186章 | 《英國國籍(雜項條文)條例》         | 全文 |                | 不採用為香港特別行政區法律 |
| 第187章 | 《動植物(瀕危物種保護)條例》       | 全文 |                | 已廢除                     |
| 第188章 | 《贍養令(交互強制執行)條例》       | 全文 | 1979年1月31日  |                            |
| 第189章 | 《家庭及同居關係暴力條例》         | 全文 | 1986年12月19日 |                            |
| 第190章 | 《國際組織及外交特權條例》         | 全文 | 1948年10月29日 |                            |
| 第191章 | 《領事館官員管理遺產條例》         | 全文 | 1940年3月15日  |                            |
| 第192章 | 《婚姻法律程序與財產條例》         | 全文 | 1972年7月1日   |                            |
| 第193章 | 《國防部大臣(產業承繼)條例》       | 全文 |                | 已廢除                     |
| 第194章 | 《空軍武裝演習條例》               | 全文 |                | 已廢除                     |
| 第195章 | 《防衞工事保護條例》               | 全文 |                | 已廢除                     |
| 第196章 | 《防衞(射擊練習區)條例》           | 全文 | 1937年7月1日   |                            |
| 第197章 | 《基要服務團條例》                 | 全文 | 1949年12月9日  |                            |
| 第198章 | 《皇家香港輔助空軍條例》           | 全文 |                | 已廢除                     |
| 第199章 | 《皇家香港軍團條例》               | 全文 |                | 已廢除                     |
| 第200章 | 《刑事罪行條例》                   | 全文 | 1971年11月19日 |                            |

## 第201章至第300章
| 章      | 標題                                 | 全文 | 生效日期       | 備註                       |
| ------- | ------------------------------------ | ---- | -------------- | -------------------------- |
| 第201章 | 《防止賄賂條例》                     | 全文 | 1971年5月14日  |                            |
| 第203章 | 《陸軍義勇軍及海軍義勇軍恩恤金條例》 | 全文 | 1950年6月2日   |                            |
| 第203章 | 《海底隧道條例》                     | 全文 |                | 已廢除                     |
| 第204章 | 《廉政公署條例》                     | 全文 | 1974年2月15日  |                            |
| 第205章 | 《孤寡撫恤金(增加)條例》             | 全文 | 1976年6月25日  |                            |
| 第206章 | 《孤寡撫恤金(豁免)(綜合)條例》       | 全文 | 1976年7月9日   |                            |
| 第207章 | 《植物(進口管制及病蟲害控制)條例》   | 全文 | 1976年5月1日   |                            |
| 第208章 | 《郊野公園條例》                     | 全文 | 1976年8月16日  |                            |
| 第209章 | 《香港工業邨公司條例》               | 全文 |                | 已廢除                     |
| 第210章 | 《盜竊罪條例》                       | 全文 | 1970年9月1日   |                            |
| 第211章 | 《架空纜車(安全)條例》               | 全文 | 1976年4月30日  |                            |
| 第212章 | 《侵害人身罪條例》                   | 全文 | 1865年6月14日  |                            |
| 第213章 | 《保護兒童及少年條例》               | 全文 | 1951年1月5日   |                            |
| 第214章 | 《十進制條例》                       | 全文 | 1976年7月9日   |                            |
| 第215章 | 《東區海底隧道條例》                 | 全文 |                | 已廢除                     |
| 第216章 | 《消費者委員會條例》                 | 全文 | 1977年7月15日  |                            |
| 第217章 | 《武器條例》                         | 全文 | 1981年9月1日   |                            |
| 第218章 | 《旅行代理商條例》                   | 全文 |                | 已廢除                     |
| 第219章 | 《物業轉易及財產條例》               | 全文 | 1984年11月1日  |                            |
| 第220章 | 《市政服務上訴委員會條例》           | 全文 | 1990年7月27日  |                            |
| 第221章 | 《刑事訴訟程序條例》                 | 全文 | 1899年7月7日   |                            |
| 第222章 | Corporal Punishment Ordinance        | 全文 |                | 已廢除                     |
| 第223章 | 《外地司法管轄權(開支)條例》         | 全文 |                | 已廢除                     |
| 第224章 | 《中國簽證辦事處(特權及豁免權)條例》 | 全文 |                | 已廢除                     |
| 第225章 | 《感化院條例》                       | 全文 | 1933年11月20日 |                            |
| 第226章 | 《少年犯條例》                       | 全文 | 1933年11月20日 |                            |
| 第227章 | 《裁判官條例》                       | 全文 | 1933年1月1日   |                            |
| 第228章 | 《簡易程序治罪條例》                 | 全文 | 1933年1月1日   |                            |
| 第229章 | 《交通意外傷亡者(援助基金)條例》     | 全文 | 1979年1月1日   |                            |
| 第230章 | 《公共巴士服務條例》                 | 全文 | 1975年9月1日   |                            |
| 第231章 | 《不良廣告(醫藥)條例》               | 全文 | 1953年4月1日   |                            |
| 第232章 | 《警隊條例》                         | 全文 | 1948年8月20日  |                            |
| 第233章 | 《香港輔助警隊條例》                 | 全文 | 1959年1月30日  |                            |
| 第234章 | 《監獄條例》                         | 全文 | 1954年4月15日  |                            |
| 第235章 | 《華人引渡條例》                     | 全文 |                | 不採用為香港特別行政區法律 |
| 第236章 | 《引渡(香港)條例》                   | 全文 |                | 已廢除                     |
| 第237章 | 《定額罰款(交通違例事項)條例》       | 全文 | 1971年9月20日  |                            |
| 第238章 | 《火器及彈藥條例》                   | 全文 | 1981年9月1日   |                            |
| 第239章 | 《勞教中心條例》                     | 全文 | 1972年6月16日  |                            |
| 第240章 | 《定額罰款(刑事訴訟)條例》           | 全文 | 1976年11月1日  |                            |
| 第241章 | 《緊急情況規例條例》                 | 全文 | 1922年2月28日  |                            |
| 第242章 | 《偷運貨品進入中國(管制)條例》       | 全文 |                | 已廢除                     |
| 第243章 | 《幼兒服務條例》                     | 全文 | 1976年6月1日   |                            |
| 第244章 | 《戒毒所條例》                       | 全文 | 1969年1月17日  |                            |
| 第245章 | 《公安條例》                         | 全文 | 1967年11月17日 |                            |
| 第246章 | 《強制服役條例》                     | 全文 |                | 已廢除                     |
| 第247章 | 《油污處理(土地使用及徵用)條例》     | 全文 | 1977年6月17日  |                            |
| 第248章 | 《警隊(更改稱號)條例》               | 全文 |                | 已廢除                     |
| 第249章 | 《公司(重整紀錄)條例》               | 全文 |                | 已廢除                     |
| 第250章 | 《商品交易條例》                     | 全文 |                | 已廢除                     |
| 第251章 | 《緊急情況權力(延展及修訂合併)條例》 | 全文 |                | 已廢除                     |
| 第252章 | 《權利的強制執行(延展期限)條例》     | 全文 | 1948年7月16日  |                            |
| 第253章 | 《更改信託條例》                     | 全文 | 1964年12月4日  |                            |
| 第254章 | 《輔助隊薪酬及津貼條例》             | 全文 | 1967年4月1日   |                            |
| 第255章 | 《假拍賣條例》                       | 全文 | 1975年4月25日  |                            |
| 第256章 | 《土地交易(淪陷時期)條例》           | 全文 | 1948年7月16日  |                            |
| 第257章 | 《財產恆繼及收益累積條例》           | 全文 | 1970年3月13日  |                            |
| 第258章 | 《婚姻(戰爭時期)(效力)條例》         | 全文 | 1948年6月18日  |                            |
| 第259章 | 《領事關係條例》                     | 全文 |                | 已廢除                     |
| 第260章 | 《受保護地方(保安)條例》             | 全文 | 1946年12月9日  |                            |
| 第261章 | 《香港考試及評核局條例》             | 全文 | 1977年8月1日   |                            |
| 第262章 | 《銀會經營(禁止)條例》               | 全文 | 1972年5月12日  |                            |
| 第263章 | 《商標(緊急情況)條例》               | 全文 |                | 已廢除                     |
| 第264章 | 《石油(保存及管制)條例》             | 全文 | 1979年5月10日  |                            |
| 第265章 | 《山頂纜車條例》                     | 全文 | 1883年11月3日  |                            |
| 第266章 | 《按摩院條例》                       | 全文 | 1983年12月5日  |                            |
| 第267章 | 《領事協定條例》                     | 全文 | 1951年4月20日  |                            |
| 第268章 | 《本地報刊註冊條例》                 | 全文 | 1951年7月1日   |                            |
| 第269章 | 《電話條例》                         | 全文 |                | 已廢除                     |
| 第270章 | 《地下鐵路公司條例》                 | 全文 |                | 已廢除                     |
| 第271章 | 《借款(亞洲開發銀行)條例》           | 全文 | 1972年7月7日   |                            |
| 第272章 | 《汽車保險(第三者風險)條例》         | 全文 | 1951年11月9日  |                            |
| 第273章 | 《第三者(向保險人索償權利)條例》     | 全文 | 1951年11月9日  |                            |
| 第274章 | 《海底隧道(使用稅)條例》             | 全文 |                | 已廢除                     |
| 第275章 | 《性病條例》                         | 全文 |                | 已廢除                     |
| 第276章 | 《地下鐵路(收回土地及有關規定)條例》 | 全文 | 1974年8月23日  |                            |
| 第277章 | 《農產品(統營)條例》                 | 全文 | 1952年5月2日   |                            |
| 第278章 | 《醫學(治療、教育及研究)條例》       | 全文 | 1968年7月26日  |                            |
| 第279章 | 《教育條例》                         | 全文 | 1971年9月3日   |                            |
| 第280章 | 《教導所條例》                       | 全文 | 1953年3月6日   |                            |
| 第281章 | 《商船條例》                         | 全文 | 1953年10月30日 |                            |
| 第282章 | 《僱員補償條例》                     | 全文 | 1953年12月1日  |                            |
| 第283章 | 《房屋條例》                         | 全文 | 1973年4月1日   |                            |
| 第284章 | 《失實陳述條例》                     | 全文 | 1969年8月29日  |                            |
| 第285章 | 《礦務條例》                         | 全文 | 1954年10月15日 |                            |
| 第286章 | 《陸軍及皇家空軍法律服務處條例》     | 全文 |                | 不採用為香港特別行政區法律 |
| 第287章 | 《司法程序(報導限制)條例》           | 全文 | 1955年4月15日  |                            |
| 第288章 | 《舞弊及非法行為條例》               | 全文 |                | 已廢除                     |
| 第289章 | 《儲稅券條例》                       | 全文 | 1955年12月23日 |                            |
| 第290章 | 《領養條例》                         | 全文 | 1956年10月12日 |                            |
| 第291章 | 《海魚(統營)條例》                   | 全文 | 1962年12月21日 |                            |
| 第292章 | 《香港機場(規例)條例》               | 全文 |                | 已廢除                     |
| 第293章 | 《法人團體合約條例》                 | 全文 | 1969年8月15日  |                            |
| 第294章 | 《無人收領貨品處置條例》             | 全文 | 1970年1月1日   |                            |
| 第295章 | 《危險品條例》                       | 全文 | 1956年7月27日  |                            |
| 第296章 | 《儲備商品條例》                     | 全文 | 1979年11月1日  |                            |
| 第297章 | 《罪犯自新條例》                     | 全文 | 1986年8月1日   |                            |
| 第298章 | 《罪犯感化條例》                     | 全文 | 1956年12月7日  |                            |
| 第299章 | 《看守員條例》                       | 全文 |                | 已廢除                     |
| 第300章 | 《官方法律程序條例》                 | 全文 | 1957年11月1日  |                            |

## 第301章至第400章
| 章      | 標題                                 | 全文 | 生效日期       | 備註                       |
| ------- | ------------------------------------ | ---- | -------------- | -------------------------- |
| 第301章 | 《香港機場(障礙管制)條例》           | 全文 | 1957年6月7日   |                            |
| 第303章 | 《香港旅遊發展局條例》               | 全文 | 1957年6月21日  |                            |
| 第303章 | 《輻射條例》                         | 全文 | 1957年9月6日   |                            |
| 第304章 | 《香港藝術中心條例》                 | 全文 | 1986年4月1日   |                            |
| 第305章 | 《退休金(增加)條例》                 | 全文 | 1975年11月21日 |                            |
| 第306章 | 《註冊受託人法團條例》               | 全文 | 1958年7月18日  |                            |
| 第307章 | 《珍珠養殖(管制)條例》               | 全文 |                | 已廢除                     |
| 第308章 | 《藥典條例》                         | 全文 | 1958年8月22日  |                            |
| 第309章 | 《香港體育學院條例》                 | 全文 |                | 已廢除                     |
| 第310章 | 《商業登記條例》                     | 全文 | 1959年2月6日   |                            |
| 第311章 | 《空氣污染管制條例》                 | 全文 | 1983年10月1日  |                            |
| 第312章 | 《民航(飛機噪音)條例》               | 全文 | 1987年5月1日   |                            |
| 第313章 | 《船舶及港口管制條例》               | 全文 | 1978年12月29日 |                            |
| 第314章 | 《佔用人法律責任條例》               | 全文 | 1960年4月1日   |                            |
| 第315章 | 《香港徽幟(保護)條例》               | 全文 |                | 不採用為香港特別行政區法律 |
| 第316章 | 《普查及統計條例》                   | 全文 | 1978年5月26日  |                            |
| 第317章 | 《工業訓練(建造業)條例》             | 全文 |                | 已廢除                     |
| 第318章 | 《工業訓練(製衣業)條例》             | 全文 | 1975年9月5日   |                            |
| 第319章 | 《外地判決(交互強制執行)條例》       | 全文 | 1960年5月6日   |                            |
| 第320章 | 《專上學院條例》                     | 全文 | 1960年5月20日  |                            |
| 第321章 | 《香港工業總會條例》                 | 全文 | 1960年6月30日  |                            |
| 第322章 | 《政府飛行服務隊條例》               | 全文 | 1993年4月1日   |                            |
| 第323章 | 《青年人紋身條例》                   | 全文 | 1984年7月27日  |                            |
| 第324章 | 《非政府簽發產地來源證保障條例》     | 全文 | 1967年9月8日   |                            |
| 第325章 | 《囚犯(監管下釋放)條例》             | 全文 | 1988年7月1日   |                            |
| 第326章 | 《有毒癮者治療及康復條例》           | 全文 |                | 已廢除                     |
| 第327章 | 《升降機及自動梯(安全)條例》         | 全文 |                | 已廢除                     |
| 第328章 | 《司法(重刑罪及非重刑罪)條例》       | 全文 | 1991年7月1日   |                            |
| 第329章 | 《海上保險條例》                     | 全文 | 1961年6月9日   |                            |
| 第330章 | 《汽車(首次登記稅)條例》             | 全文 | 1961年6月23日  |                            |
| 第331章 | 《入境事務隊條例》                   | 全文 | 1961年8月4日   |                            |
| 第332章 | 《職工會條例》                       | 全文 | 1962年4月1日   |                            |
| 第333章 | 《證券條例》                         | 全文 |                | 已廢除                     |
| 第334章 | 《政府獎券條例》                     | 全文 | 1962年3月31日  |                            |
| 第335章 | 《保障投資者條例》                   | 全文 |                | 已廢除                     |
| 第336章 | 《區域法院條例》                     | 全文 | 1953年2月18日  |                            |
| 第337章 | 《已拆卸建築物(原址重新發展)條例》   | 全文 | 1963年1月11日  |                            |
| 第338章 | 《小額錢債審裁處條例》               | 全文 | 1976年10月1日  |                            |
| 第339章 | 《殺人罪行條例》                     | 全文 | 1963年5月10日  |                            |
| 第340章 | 《動物(實驗管制)條例》               | 全文 | 1963年5月24日  |                            |
| 第341章 | 《仲裁條例》                         | 全文 |                | 已廢除                     |
| 第342章 | 《香港海關條例》                     | 全文 | 1963年10月16日 |                            |
| 第343章 | 《診療所條例》                       | 全文 | 1964年1月1日   |                            |
| 第344章 | 《建築物管理條例》                   | 全文 | 1970年6月19日  |                            |
| 第345章 | 《恒隆銀行(接收)條例》               | 全文 | 1983年9月28日  |                            |
| 第346章 | 《與敵貿易條例》                     | 全文 | 1967年5月1日   |                            |
| 第347章 | 《時效條例》                         | 全文 | 1965年6月11日  |                            |
| 第348章 | 《酒店房租稅條例》                   | 全文 | 1966年7月1日   |                            |
| 第349章 | 《旅館業條例》                       | 全文 | 1991年6月1日   |                            |
| 第350章 | 《法律改革(雜項修訂)條例》           | 全文 |                | 已廢除                     |
| 第351章 | 《交易所(特別徵費)條例》             | 全文 | 1987年10月29日 |                            |
| 第352章 | 《分劃條例》                         | 全文 | 1969年7月4日   |                            |
| 第353章 | 《海魚養殖條例》                     | 全文 | 1980年1月18日  |                            |
| 第354章 | 《廢物處置條例》                     | 全文 | 1980年5月19日  |                            |
| 第355章 | 《禁止層壓式推銷法條例》             | 全文 |                | 已廢除                     |
| 第356章 | 《金融資料統計條例》                 | 全文 | 1980年12月8日  |                            |
| 第357章 | 《供電網絡(法定地役權)條例》         | 全文 | 1980年7月11日  |                            |
| 第358章 | 《水污染管制條例》                   | 全文 | 1981年4月1日   |                            |
| 第359章 | 《輔助醫療業條例》                   | 全文 | 1980年10月1日  |                            |
| 第360章 | 《肺塵埃沉着病及間皮瘤(補償)條例》   | 全文 | 1980年11月7日  |                            |
| 第361章 | 《證券交易所合併條例》               | 全文 |                | 已廢除                     |
| 第362章 | 《商品說明條例》                     | 全文 | 1981年4月1日   |                            |
| 第363章 | 《公職人員(轉付薪酬)條例》           | 全文 | 1980年12月19日 |                            |
| 第364章 | 《香港銀行公會條例》                 | 全文 | 1981年1月12日  |                            |
| 第365章 | 《僱員補償援助條例》                 | 全文 | 1991年7月1日   |                            |
| 第366章 | 《臨時區議會條例》                   | 全文 |                | 已廢除                     |
| 第367章 | 《選舉規定條例》                     | 全文 |                | 不採用為香港特別行政區法律 |
| 第368章 | 《行車隧道(政府)條例》               | 全文 | 1982年2月15日  |                            |
| 第369章 | 《商船(安全)條例》                   | 全文 | 1981年11月25日 |                            |
| 第370章 | 《道路(工程、使用及補償)條例》       | 全文 | 1982年6月18日  |                            |
| 第371章 | 《吸煙(公眾衞生)條例》               | 全文 | 1982年8月13日  |                            |
| 第372章 | 《九廣鐵路公司條例》                 | 全文 | 1982年12月24日 |                            |
| 第373章 | 《1981年英國國籍法令(相應修訂)條例》 | 全文 |                | 不採用為香港特別行政區法律 |
| 第374章 | 《道路交通條例》                     | 全文 | 1984年8月25日  |                            |
| 第375章 | 《道路交通(違例駕駛記分)條例》       | 全文 | 1984年8月25日  |                            |
| 第376章 | 《會社(房產安全)條例》               | 全文 | 1991年11月1日  |                            |
| 第377章 | 《民事責任(分擔)條例》               | 全文 | 1985年1月1日   |                            |
| 第378章 | 《社會服務令條例》                   | 全文 | 1984年11月23日 |                            |
| 第379章 | 《海外信託銀行(接收)條例》           | 全文 | 1985年6月8日   |                            |
| 第380章 | 《破產欠薪保障條例》                 | 全文 | 1985年4月19日  |                            |
| 第381章 | 《立法局(選舉規定)條例》             | 全文 |                | 不採用為香港特別行政區法律 |
| 第382章 | 《立法會(權力及特權)條例》           | 全文 | 1985年7月26日  |                            |
| 第383章 | 《香港人權法案條例》                 | 全文 | 1991年6月8日   |                            |
| 第384章 | 《危險品(航空托運)(安全)條例》       | 全文 | 1985年9月9日   |                            |
| 第385章 | 《臨時區域市政局條例》               | 全文 |                | 已廢除                     |
| 第386章 | 《香港太平洋戰爭紀念撫恤金條例》     | 全文 | 1991年9月1日   |                            |
| 第387章 | 《退休金(特別規定)(職業訓練局)條例》 | 全文 | 1991年5月31日  |                            |
| 第388章 | 《海洋公園公司條例》                 | 全文 | 1987年7月1日   |                            |
| 第389章 | 《香港吸煙與健康委員會條例》         | 全文 | 1987年10月1日  |                            |
| 第390章 | 《淫褻及不雅物品管制條例》           | 全文 | 1987年9月1日   |                            |
| 第391章 | 《廣播(雜項條文)條例》               | 全文 | 1987年9月1日   |                            |
| 第392章 | 《電影檢查條例》                     | 全文 | 1988年11月10日 |                            |
| 第393章 | 《大老山隧道條例》                   | 全文 |                | 已廢除                     |
| 第394章 | 《複雜商業罪行條例》                 | 全文 | 1988年7月8日   |                            |
| 第395章 | 《證券(內幕交易)條例》               | 全文 |                | 已廢除                     |
| 第396章 | 《證券(披露權益)條例》               | 全文 |                | 已廢除                     |
| 第397章 | 《申訴專員條例》                     | 全文 | 1989年2月1日   |                            |
| 第398章 | 《職業安全健康局條例》               | 全文 | 1988年8月22日  |                            |
| 第399章 | 《伊利沙伯女皇弱智人士基金條例》     | 全文 | 1988年7月22日  |                            |
| 第400章 | 《噪音管制條例》                     | 全文 | 1989年2月17日  |                            |

## 第401章至第500章
| 章      | 標題                                           | 全文 | 生效日期       | 備註                       |
| ------- | ---------------------------------------------- | ---- | -------------- | -------------------------- |
| 第401章 | 《退休金利益(司法人員)條例》                   | 全文 | 1988年12月23日 |                            |
| 第403章 | 《特權及豁免權(紅十字國際委員會)條例》         | 全文 | 1989年7月14日  |                            |
| 第403章 | 《保護臭氧層條例》                             | 全文 | 1989年7月1日   |                            |
| 第404章 | 《建築物發展密度(九龍及新九龍)暫時管制條例》   | 全文 |                | 已期滿失效而略去           |
| 第405章 | 《販毒(追討得益)條例》                         | 全文 | 1989年9月1日   |                            |
| 第406章 | 《電力條例》                                   | 全文 | 1990年11月2日  |                            |
| 第407章 | 《臨時機場管理局條例》                         | 全文 |                | 已廢除                     |
| 第408章 | 《建築師註冊條例》                             | 全文 | 1990年5月4日   |                            |
| 第409章 | 《工程師註冊條例》                             | 全文 | 1990年5月4日   |                            |
| 第410章 | 《成年歲數(有關條文)條例》                     | 全文 | 1990年10月1日  |                            |
| 第411章 | 《僱員補償保險徵款條例》                       | 全文 | 1990年5月29日  |                            |
| 第412章 | 《知識產權署署長(設立)條例》                   | 全文 | 1990年7月2日   |                            |
| 第413章 | 《商船(防止及控制污染)條例》                   | 全文 | 1991年1月15日  |                            |
| 第414章 | 《商船(油類污染的法律責任及補償)條例》         | 全文 | 1991年1月15日  |                            |
| 第415章 | 《商船(註冊)條例》                             | 全文 | 1990年12月3日  |                            |
| 第416章 | 《法定代表律師條例》                           | 全文 | 1991年8月1日   |                            |
| 第417章 | 《測量師註冊條例》                             | 全文 | 1991年7月19日  |                            |
| 第418章 | 《規劃師註冊條例》                             | 全文 | 1991年7月19日  |                            |
| 第419章 | 《香港醫學專科學院條例》                       | 全文 | 1992年8月1日   |                            |
| 第420章 | 《證券及期貨(結算所)條例》                     | 全文 |                | 已廢除                     |
| 第421章 | 《狂犬病條例》                                 | 全文 | 1994年7月1日   |                            |
| 第422章 | 《嶺南學院條例》                               | 全文 |                | 已廢除                     |
| 第423章 | 《僱員再培訓條例》                             | 全文 | 1992年10月16日 |                            |
| 第424章 | 《玩具及兒童產品安全條例》                     | 全文 | 1993年7月1日   |                            |
| 第425章 | 《衞奕信勳爵文物信託條例》                     | 全文 | 1992年12月18日 |                            |
| 第426章 | 《職業退休計劃條例》                           | 全文 | 1993年10月15日 |                            |
| 第427章 | 《刑事罪行(酷刑)條例》                         | 全文 | 1993年1月21日  |                            |
| 第428章 | 《脊醫註冊條例》                               | 全文 | 1993年8月1日   |                            |
| 第429章 | 《父母與子女條例》                             | 全文 | 1993年3月19日  |                            |
| 第430章 | 《營運基金條例》                               | 全文 | 1993年3月12日  |                            |
| 第431章 | 《香港工業科技中心公司條例》                   | 全文 |                | 已廢除                     |
| 第432章 | 《選區分界及選舉事務委員會條例》               | 全文 |                | 不採用為香港特別行政區法律 |
| 第433章 | 《司法人員(職位任期)條例》                     | 全文 | 1996年5月31日  |                            |
| 第434章 | 《商船(限制船東責任)條例》                     | 全文 | 1993年10月1日  |                            |
| 第435章 | 《遊戲機中心條例》                             | 全文 | 1993年12月1日  |                            |
| 第436章 | 《西區海底隧道條例》                           | 全文 |                | 已廢除                     |
| 第437章 | 《外地法團條例》                               | 全文 | 1993年10月29日 |                            |
| 第438章 | 《污水隧道(法定地役權)條例》                   | 全文 | 1993年11月5日  |                            |
| 第439章 | 《註冊總署署長(人事編制)(職能移交及廢除)條例》 | 全文 | 1993年3月1日   |                            |
| 第440章 | 《提單及相類裝運單據條例》                     | 全文 | 1994年3月1日   |                            |
| 第441章 | 《公職人員(更改服務條件)(暫時性規定)條例》     | 全文 |                | 已期滿失效而略去           |
| 第442章 | 《行政上訴委員會條例》                         | 全文 | 1994年7月15日  |                            |
| 第443章 | 《立法會行政管理委員會條例》                   | 全文 | 1994年4月1日   |                            |
| 第444章 | 《香港教育大學條例》                           | 全文 | 1994年4月25日  |                            |
| 第445章 | 《集成電路的布圖設計(拓樸圖)條例》             | 全文 | 1994年3月31日  |                            |
| 第446章 | 《土地排水條例》                               | 全文 | 1994年3月31日  |                            |
| 第447章 | 《床位寓所條例》                               | 全文 | 1994年7月8日   |                            |
| 第448章 | 《民航條例》                                   | 全文 | 1994年5月13日  |                            |
| 第449章 | 《機動遊戲機(安全)條例》                       | 全文 | 1994年12月8日  |                            |
| 第450章 | 《環境及自然保育基金條例》                     | 全文 | 1994年8月1日   |                            |
| 第451章 | 《槓桿式外匯買賣條例》                         | 全文 |                | 已廢除                     |
| 第452章 | 《新界土地(豁免)條例》                         | 全文 | 1994年6月24日  |                            |
| 第453章 | 《小額薪酬索償仲裁處條例》                     | 全文 | 1994年12月23日 |                            |
| 第454章 | 《硬幣條例》                                   | 全文 | 1994年12月30日 |                            |
| 第455章 | 《有組織及嚴重罪行條例》                       | 全文 | 1994年12月2日  |                            |
| 第456章 | 《消費品安全條例》                             | 全文 | 1995年10月20日 |                            |
| 第457章 | 《服務提供(隱含條款)條例》                     | 全文 | 1994年10月21日 |                            |
| 第458章 | 《不合情理合約條例》                           | 全文 | 1995年10月20日 |                            |
| 第459章 | 《安老院條例》                                 | 全文 | 1995年4月1日   |                            |
| 第460章 | 《保安及護衞服務條例》                         | 全文 | 1995年6月1日   |                            |
| 第461章 | 《刑事司法管轄權條例》                         | 全文 | 1996年3月8日   |                            |
| 第462章 | 《海上貨物運輸條例》                           | 全文 | 1994年12月16日 |                            |
| 第463章 | 《污水處理服務條例》                           | 全文 | 1995年4月1日   |                            |
| 第464章 | 《木料倉條例》                                 | 全文 | 1995年3月17日  |                            |
| 第465章 | 《人體器官移植條例》                           | 全文 | 1996年2月15日  |                            |
| 第466章 | 《海上傾倒物料條例》                           | 全文 | 1995年4月1日   |                            |
| 第467章 | 《在囚人士教育信託基金條例》                   | 全文 | 1995年12月1日  |                            |
| 第468章 | 《應受國際保護人員及劫持人質條例》             | 全文 | 1995年3月31日  |                            |
| 第469章 | 《職業性失聰(補償)條例》                       | 全文 | 1995年6月1日   |                            |
| 第470章 | 《建築工地升降機及塔式工作平台(安全)條例》     | 全文 | 1995年7月20日  |                            |
| 第471章 | 《保護貿易權益條例》                           | 全文 | 1995年5月5日   |                            |
| 第472章 | 《香港藝術發展局條例》                         | 全文 | 1995年6月1日   |                            |
| 第473章 | 《土地測量條例》                               | 全文 | 1995年8月18日  |                            |
| 第474章 | 《大欖隧道及元朗引道條例》                     | 全文 | 1995年5月26日  |                            |
| 第475章 | 《監管釋囚條例》                               | 全文 | 1996年11月30日 |                            |
| 第476章 | 《海岸公園條例》                               | 全文 | 1995年6月1日   |                            |
| 第477章 | 《退休金(特別規定)(香港教育大學)條例》         | 全文 | 1995年7月1日   |                            |
| 第478章 | 《商船(海員)條例》                             | 全文 | 1996年9月2日   |                            |
| 第479章 | 《核材料(關於運載的法律責任)條例》             | 全文 | 1995年6月16日  |                            |
| 第480章 | 《性別歧視條例》                               | 全文 | 1996年5月20日  |                            |
| 第481章 | 《財產繼承(供養遺屬及受養人)條例》             | 全文 | 1995年11月3日  |                            |
| 第482章 | 《商船(班輪公會)條例》                         | 全文 | 1995年7月14日  |                            |
| 第483章 | 《機場管理局條例》                             | 全文 | 1995年12月1日  |                            |
| 第484章 | 《香港終審法院條例》                           | 全文 | 1997年7月1日   |                            |
| 第485章 | 《強制性公積金計劃條例》                       | 全文 | 1998年7月24日  |                            |
| 第486章 | 《個人資料(私隱)條例》                         | 全文 | 1996年8月1日   |                            |
| 第487章 | 《殘疾歧視條例》                               | 全文 | 1996年5月20日  |                            |
| 第488章 | 《集體官契(長洲)條例》                         | 全文 | 1995年9月8日   |                            |
| 第489章 | 《法律援助服務局條例》                         | 全文 | 1996年8月30日  |                            |
| 第490章 | 《植物品種保護條例》                           | 全文 | 1997年10月24日 |                            |
| 第491章 | 《生物武器條例》                               | 全文 | 1996年5月24日  |                            |
| 第492章 | 《刑事案件訟費條例》                           | 全文 | 1997年1月17日  |                            |
| 第493章 | 《非本地高等及專業教育(規管)條例》             | 全文 | 1997年6月20日  |                            |
| 第494章 | 《航空保安條例》                               | 全文 | 1996年8月2日   |                            |
| 第495章 | 《新界土地交換權利(贖回)條例》                 | 全文 | 1997年6月27日  |                            |
| 第496章 | 《捕鯨業(規管)條例》                           | 全文 | 1996年12月20日 |                            |
| 第497章 | 《海底電報條例》                               | 全文 | 1996年12月27日 |                            |
| 第498章 | 《青馬管制區條例》                             | 全文 | 1997年5月22日  |                            |
| 第499章 | 《環境影響評估條例》                           | 全文 | 1998年4月1日   |                            |
| 第500章 | 《航空運輸條例》                               | 全文 | 1997年2月5日   |                            |

## 第501章至第600章
| 章      | 標題                                    | 全文 | 生效日期       | 備註   |
| ------- | --------------------------------------- | ---- | -------------- | ------ |
| 第501章 | 《持久授權書條例》                      | 全文 | 1997年6月27日  |        |
| 第503章 | 《消防安全(商業處所)條例》              | 全文 | 1997年5月2日   |        |
| 第503章 | 《逃犯條例》                            | 全文 | 1997年4月25日  |        |
| 第504章 | 《死因裁判官條例》                      | 全文 | 1998年5月4日   |        |
| 第505章 | 《社會工作者註冊條例》                  | 全文 | 1997年6月6日   |        |
| 第506章 | 《運貨貨櫃(安全)條例》                  | 全文 | 2006年11月10日 |        |
| 第507章 | 《香港房屋經理學會條例》                | 全文 | 1997年5月9日   |        |
| 第508章 | 《商船(碰撞損害法律責任及救助)條例》    | 全文 | 1997年6月16日  |        |
| 第509章 | 《職業安全及健康條例》                  | 全文 | 1997年5月23日  |        |
| 第510章 | 《太平紳士條例》                        | 全文 | 1997年5月30日  |        |
| 第511章 | 《地產代理條例》                        | 全文 | 1997年8月8日   |        |
| 第512章 | 《擄拐和管養兒童條例》                  | 全文 | 1997年9月5日   |        |
| 第513章 | 《移交被判刑人士條例》                  | 全文 | 1997年6月6日   |        |
| 第514章 | 《專利條例》                            | 全文 | 1997年6月27日  |        |
| 第515章 | 《地租(評估及徵收)條例》                | 全文 | 1997年5月30日  |        |
| 第516章 | 《園境師註冊條例》                      | 全文 | 1997年6月6日   |        |
| 第517章 | 《醫療輔助隊條例》                      | 全文 | 1997年6月13日  |        |
| 第518章 | 《民眾安全服務隊條例》                  | 全文 | 1997年6月13日  |        |
| 第519章 | 《鐵路條例》                            | 全文 | 1997年7月11日  |        |
| 第520章 | 《愉景灣隧道及連接道路條例》            | 全文 | 1997年6月13日  |        |
| 第521章 | 《官方機密條例》                        | 全文 | 1997年6月27日  |        |
| 第522章 | 《註冊外觀設計條例》                    | 全文 | 1997年6月27日  |        |
| 第523章 | 《外層空間條例》                        | 全文 | 1997年6月13日  |        |
| 第524章 | 《長期監禁刑罰覆核條例》                | 全文 | 1997年6月30日  |        |
| 第525章 | 《刑事事宜相互法律協助條例》            | 全文 | 1997年9月26日  |        |
| 第526章 | 《大規模毀滅武器(提供服務的管制)條例》  | 全文 | 1997年6月27日  |        |
| 第527章 | 《家庭崗位歧視條例》                    | 全文 | 1997年11月21日 |        |
| 第528章 | 《版權條例》                            | 全文 | 1997年6月27日  |        |
| 第529章 | 《獸醫註冊條例》                        | 全文 | 1997年7月14日  |        |
| 第530章 | 《僱員代表權、諮詢權及集體談判權條例》  | 全文 |                | 已廢除 |
| 第531章 | 《保護海港條例》                        | 全文 | 1997年6月30日  |        |
| 第532章 | 《截取通訊條例》                        | 全文 |                | 已廢除 |
| 第534章 | 《假日(1997年及1998年)條例》            | 全文 | 1997年7月1日   |        |
| 第537章 | 《聯合國制裁條例》                      | 全文 | 1997年7月18日  |        |
| 第538章 | 《1997年法律條文(暫時終止實施)條例》    | 全文 | 1997年7月18日  |        |
| 第539章 | 《香港特別行政區護照條例》              | 全文 | 1997年7月1日   |        |
| 第540章 | 《中國國籍(雜項規定)條例》              | 全文 | 1997年7月1日   |        |
| 第541章 | 《選舉管理委員會條例》                  | 全文 | 1997年8月29日  |        |
| 第542章 | 《立法會條例》                          | 全文 | 1997年10月3日  |        |
| 第543章 | 《道路交通(收取費用的確認)條例》        | 全文 | 1998年3月13日  |        |
| 第544章 | 《防止盜用版權條例》                    | 全文 | 1998年5月29日  |        |
| 第545章 | 《土地(為重新發展而強制售賣)條例》      | 全文 | 1999年6月7日   |        |
| 第546章 | 《採用歐羅條例》                        | 全文 | 1998年12月31日 |        |
| 第547章 | 《區議會條例》                          | 全文 | 1999年3月19日  |        |
| 第548章 | 《商船(本地船隻)條例》                  | 全文 | 2007年1月2日   |        |
| 第549章 | 《中醫藥條例》                          | 全文 | 1999年8月6日   |        |
| 第550章 | 《房屋經理註冊條例》                    | 全文 | 1999年11月26日 |        |
| 第551章 | 《香港海關人員子女教育信託基金條例》    | 全文 | 2000年7月21日  |        |
| 第552章 | 《提供市政服務(重組)條例》              | 全文 | 2000年1月1日   |        |
| 第553章 | 《電子交易條例》                        | 全文 | 2000年1月7日   |        |
| 第554章 | 《選舉(舞弊及非法行為)條例》            | 全文 | 2000年3月3日   |        |
| 第555章 | 《交易所及結算所(合併)條例》            | 全文 |                | 已廢除 |
| 第556章 | 《香港鐵路條例》                        | 全文 | 2000年6月30日  |        |
| 第557章 | 《領事關係條例》                        | 全文 | 2000年3月10日  |        |
| 第558章 | 《國際組織(特權及豁免權)條例》          | 全文 | 2000年4月7日   |        |
| 第559章 | 《商標條例》                            | 全文 | 2003年4月4日   |        |
| 第560章 | 《娛樂特別效果條例》                    | 全文 | 2001年3月16日  |        |
| 第561章 | 《人類生殖科技條例》                    | 全文 | 2000年11月17日 |        |
| 第562章 | 《廣播條例》                            | 全文 | 2000年7月7日   |        |
| 第563章 | 《市區重建局條例》                      | 全文 | 2001年5月1日   |        |
| 第564章 | 《證人保護條例》                        | 全文 | 2000年11月9日  |        |
| 第565章 | 《香港科技園公司條例》                  | 全文 | 2001年5月7日   |        |
| 第566章 | 《藥物倚賴者治療康復中心(發牌)條例》    | 全文 | 2002年4月1日   |        |
| 第567章 | 《更生中心條例》                        | 全文 | 2002年7月11日  |        |
| 第568章 | 《2001年版權(暫停實施修訂)條例》        | 全文 |                | 已廢除 |
| 第569章 | 《行政長官選舉條例》                    | 全文 | 2001年9月21日  |        |
| 第570章 | 《定額罰款(公眾地方潔淨及阻礙)條例》    | 全文 | 2002年5月27日  |        |
| 第571章 | 《證券及期貨條例》                      | 全文 | 2003年4月1日   |        |
| 第572章 | 《消防安全(建築物)條例》                | 全文 | 2007年7月1日   |        |
| 第573章 | 《卡拉OK場所條例》                      | 全文 | 2003年1月8日   |        |
| 第574章 | 《公職人員薪酬調整條例》                | 全文 |                | 已廢除 |
| 第575章 | 《聯合國(反恐怖主義措施)條例》          | 全文 | 2002年8月23日  |        |
| 第576章 | 《鄉郊代表選舉條例》                    | 全文 | 2003年2月14日  |        |
| 第577章 | 《東涌吊車條例》                        | 全文 | 2003年12月24日 |        |
| 第578章 | 《化學武器(公約)條例》                  | 全文 | 2004年6月18日  |        |
| 第579章 | 《防止兒童色情物品條例》                | 全文 | 2003年12月19日 |        |
| 第580章 | 《公職人員薪酬調整(2004年/2005年)條例》 | 全文 |                | 已廢除 |
| 第581章 | 《存款保障計劃條例》                    | 全文 | 2004年5月22日  |        |
| 第582章 | 《商船(船舶及港口設施保安)條例》        | 全文 | 2004年6月25日  |        |
| 第583章 | 《建造業工人註冊條例》                  | 全文 | 2004年9月18日  |        |
| 第584章 | 《支付系統及儲值支付工具條例》          | 全文 | 2004年11月4日  |        |
| 第585章 | 《土地業權條例》                        | 全文 | 尚未實施       |        |
| 第586章 | 《保護瀕危動植物物種條例》              | 全文 | 2006年12月1日  |        |
| 第587章 | 《建造業議會條例》                      | 全文 | 2007年2月1日   |        |
| 第588章 | 《會計及財務匯報局條例》                | 全文 | 2006年12月1日  |        |
| 第589章 | 《截取通訊及監察條例》                  | 全文 | 2006年8月9日   |        |
| 第590章 | 《聯合國人員和有關人員安全條例》        | 全文 | 2007年4月20日  |        |
| 第591章 | 《深圳灣口岸港方口岸區條例》            | 全文 | 2007年4月27日  |        |
| 第592章 | 《學術及職業資歷評審條例》              | 全文 | 2007年7月13日  |        |
| 第593章 | 《非應邀電子訊息條例》                  | 全文 | 2007年6月1日   |        |
| 第594章 | 《青沙管制區條例》                      | 全文 | 2008年3月21日  |        |
| 第595章 | 《有毒化學品管制條例》                  | 全文 | 2008年4月1日   |        |
| 第596章 | 《居籍條例》                            | 全文 | 2009年3月1日   |        |
| 第597章 | 《內地判決(交互強制執行)條例》          | 全文 | 2008年8月1日   |        |
| 第598章 | 《能源效益(產品標籤)條例》              | 全文 | 2008年5月9日   |        |
| 第599章 | 《預防及控制疾病條例》                  | 全文 | 2008年7月14日  |        |
| 第600章 | 《定額罰款(吸煙罪行)條例》              | 全文 | 2009年9月1日   |        |

## 第601章至第1000章
| 章      | 標題                                             | 全文                        | 生效日期       | 備註 |
| ------- | ------------------------------------------------ | --------------------------- | -------------- | ---- |
| 第601章 | 《西九文化區管理局條例》                         | 全文                        | 2008年7月11日  |      |
| 第602章 | 《種族歧視條例》                                 | 全文                        | 2008年10月3日  |      |
| 第603章 | 《產品環保責任條例》                             | 全文                        | 2009年4月30日  |      |
| 第604章 | 《獨立監察警方處理投訴委員會條例》               | 全文                        | 2009年6月1日   |      |
| 第605章 | 《燃油污染(法律責任及補償)條例》                 | 全文                        | 2010年1月22日  |      |
| 第606章 | 《公職人員薪酬調整條例》                         | 全文                        | 2009年12月24日 |      |
| 第607章 | 《基因改造生物(管制釋出)條例》                   | 全文                        | 2011年3月1日   |      |
| 第608章 | 《最低工資條例》                                 | 全文                        | 2010年11月12日 |      |
| 第609章 | 《仲裁條例》                                     | 全文                        | 2011年6月1日   |      |
| 第610章 | 《建築物能源效益條例》                           | 全文                        | 2011年2月21日  |      |
| 第611章 | 《汽車引擎空轉(定額罰款)條例》                   | 全文                        | 2011年12月15日 |      |
| 第612章 | 《食物安全條例》                                 | 全文                        | 2011年8月1日   |      |
| 第613章 | 《殘疾人士院舍條例》                             | 全文                        | 2011年11月18日 |      |
| 第614章 | 《法例發布條例》                                 | 全文 （页面存档备份，存于） | 2011年6月30日  |      |
| 第615章 | 《打擊洗錢及恐怖分子資金籌集條例》               | 全文                        | 2011年7月8日   |      |
| 第616章 | 《通訊事務管理局條例》                           | 全文                        | 2012年4月1日   |      |
| 第617章 | 《禁止層壓式計劃條例》                           | 全文                        | 2012年1月1日   |      |
| 第618章 | 《升降機及自動梯條例》                           | 全文                        | 2012年7月3日   |      |
| 第619章 | 《競爭條例》                                     | 全文                        | 2013年1月18日  |      |
| 第620章 | 《調解條例》                                     | 全文                        | 2013年1月1日   |      |
| 第621章 | 《一手住宅物業銷售條例》                         | 全文                        | 2013年4月2日   |      |
| 第622章 | 《公司條例》                                     | 全文                        | 2014年3月3日   |      |
| 第623章 | 《合約(第三者權利)條例》                         | 全文                        | 2016年1月1日   |      |
| 第624章 | 《區域供冷服務條例》                             | 全文                        | 2015年3月27日  |      |
| 第625章 | 《電子健康紀錄互通系統條例》                     | 全文                        | 2015年12月2日  |      |
| 第626章 | 《物業管理服務條例》                             | 全文                        | 2016年10月24日 |      |
| 第627章 | 《啟德郵輪碼頭條例》                             | 全文                        | 2016年6月10日  |      |
| 第628章 | 《金融機構(處置機制)條例》                       | 全文                        | 2017年7月7日   |      |
| 第629章 | 《實體貨幣及不記名可轉讓票據跨境流動條例》       | 全文                        | 2018年7月16日  |      |
| 第630章 | 《私營骨灰安置所條例》                           | 全文                        | 2017年6月30日  |      |
| 第631章 | 《道歉條例》                                     | 全文                        | 2017年12月1日  |      |
| 第632章 | 《廣深港高鐵(一地兩檢)條例》                     | 全文                        | 2018年9月4日   |      |
| 第633章 | 《私營醫療機構條例》                             | 全文                        | 2019年7月2日   |      |
| 第634章 | 《旅遊業條例》                                   | 全文                        | 2019年12月2日  |      |
| 第635章 | 《南極海洋生物資源養護條例》                     | 全文                        | 2020年7月1日   |      |
| 第636章 | 《消防安全(工業建築物)條例》                     | 全文                        | 2020年6月19日  |      |
| 第637章 | 《有限合夥基金條例》                             | 全文                        | 2020年8月31日  |      |
| 第638章 | 《法院程序(電子科技)條例》                       | 全文                        | 2021年10月1日  |      |
| 第639章 | 《內地婚姻家庭案件判決(相互承認及強制執行)條例》 | 全文                        | 2022年2月15日  |      |
| 第640章 | 《汞管制條例》                                   | 全文                        | 2021年12月1日  |      |
| 第641章 | 《貨物銷售(聯合國公約)條例》                     | 全文                        | 2022年12月1日  |      |
| 第642章 | 《1965年法例編正版條例》                         | 全文                        | 1965年12月24日 |      |
| 第643章 | 《1990年法例(活頁版)條例》                       | 全文                        | 1990年7月13日  |      |
| 第644章 | 《商業租户短期保護措施(2019冠狀病毒病疫情)條例》 | 全文                        | 2022年5月1日   |      |
| 第645章 | 《內地民商事判決(相互強制執行)條例》             | 全文                        | 2024年1月29日  |      |
| 第646章 | 《家事訴訟程序條例》                             | 全文                        | 2023年6月30日  |      |
| 第647章 | 《的士司機違例記分條例》                         | 全文                        | 2024年9月22日  |      |
| 第648章 | 《政府租契續期條例》                             | 全文                        | 2024年7月5日   |      |
| 第649章 | 《海上安全(酒精及藥物)條例》                     | 全文                        | 2025年1月1日   |      |
| 第650章 | 《強制舉報虐待兒童條例》                         |                             | 2026年1月20日  |      |
| 第651章 | 《維持生命治療的預作決定條例》                   |                             | 尚未實施       |      |
| 第652章 | 《建造業付款保障條例》                           | 全文                        | 2024年12月27日 |      |
| 第653章 | 《保護關鍵基礎設施(電腦系統)條例》               |                             | 尚未實施       |      |
| 第654章 | 《法院(遙距聆訊)條例》                           | 全文                        | 2025年3月28日  |      |
| 第655章 | 《香港中醫醫院條例》                             | 全文                        | 2025年5月23日  |      |
| 第656章 | 《穩定幣條例》                                   |                             | 2025年8月1日   |      |
| 第657章 | 《商船(安全與無害環境拆船)條例》                 |                             | 尚未實施       |      |

## 第1001章至第1100章
| 章       | 標題                                                 | 全文 | 生效日期       | 備註   |
| -------- | ---------------------------------------------------- | ---- | -------------- | ------ |
| 第1001章 | 《商船海員援助基金條例》                             | 全文 | 1933年10月13日 |        |
| 第1002章 | 《巴色差會法團條例》                                 | 全文 | 1927年6月17日  |        |
| 第1003章 | 《羅馬天主教會香港教區主教法團條例》                 | 全文 | 1885年5月15日  |        |
| 第1004章 | 《維多利亞主教法團條例》                             | 全文 |                | 已廢除 |
| 第1005章 | 《香港童軍總會條例》                                 | 全文 | 1927年12月2日  |        |
| 第1006章 | 《澳門天主教教會法團條例》                           | 全文 | 1935年12月6日  |        |
| 第1007章 | 《共濟會遮打獎學基金條例》                           | 全文 | 1929年11月1日  |        |
| 第1008章 | 《香港扶幼會法團條例》                               | 全文 | 1981年4月10日  |        |
| 第1009章 | 《中華基督教會公理堂條例》                           | 全文 | 1912年11月1日  |        |
| 第1010章 | 《皇家海軍會所法團條例》                             | 全文 |                | 已廢除 |
| 第1011章 | 《中華便以利會法團條例》                             | 全文 | 1949年4月29日  |        |
| 第1012章 | 《區信託委員會法團條例》                             | 全文 |                | 已廢除 |
| 第1013章 | 《中華基督教青年會條例》                             | 全文 | 1932年5月27日  |        |
| 第1014章 | 《英語聖公會信託條例》                               | 全文 | 1930年1月18日  |        |
| 第1015章 | 《財政司司長法團條例》                               | 全文 | 1930年10月17日 |        |
| 第1016章 | 《嘉諾撒仁愛女修會法團條例》                         | 全文 | 1915年10月29日 |        |
| 第1017章 | 《拔萃學校及孤兒院法團條例》                         | 全文 | 1892年5月28日  |        |
| 第1018章 | 《道明會條例》                                       | 全文 | 1886年5月7日   |        |
| 第1019章 | 《聖道明瑪利諾女修會法團條例》                       | 全文 | 1934年7月27日  |        |
| 第1020章 | 《香港女童軍總會條例》                               | 全文 | 1935年12月6日  |        |
| 第1021章 | 《梅夫人婦女會法團條例》                             | 全文 | 1947年1月17日  |        |
| 第1022章 | 《香港中華煤氣公司(法團轉移)條例》                   | 全文 | 1982年3月12日  |        |
| 第1023章 | 《香港九龍貨倉有限公司(附例)條例》                   | 全文 | 1908年4月24日  |        |
| 第1024章 | 《香港防癆心臟及胸病協會法團條例》                   | 全文 | 1967年2月3日   |        |
| 第1025章 | 《香港華人基督教聯會法團條例》                       | 全文 | 1948年6月4日   |        |
| 第1026章 | Hong Kong War Memorial Fund Ordinance                | 全文 |                | 已廢除 |
| 第1027章 | 《中華基督教會合一堂法團條例》                       | 全文 | 1967年9月22日  |        |
| 第1028章 | 《方濟會愛爾蘭省法團條例》                           | 全文 | 1937年12月24日 |        |
| 第1029章 | 《耶穌會(英語參贊區)法團條例》                       | 全文 | 1927年11月4日  |        |
| 第1030章 | 《耶穌會(葡萄牙省)法團條例》                         | 全文 | 1929年12月6日  |        |
| 第1031章 | 《香港九龍塘基督教中華宣道會法團條例》               | 全文 | 1950年6月2日   |        |
| 第1032章 | 《九龍佑寧堂法團條例》                               | 全文 | 1939年9月15日  |        |
| 第1033章 | 《倫敦傳道會法團條例》                               | 全文 | 1891年10月31日 |        |
| 第1034章 | 《共濟會慈善基金法團條例》                           | 全文 | 1893年8月2日   |        |
| 第1035章 | 《明德醫院條例》                                     | 全文 | 1949年10月7日  |        |
| 第1036章 | 《巴黎外方傳教會法團條例》                           | 全文 | 1890年3月28日  |        |
| 第1037章 | 《馬理遜獎學基金條例》                               | 全文 | 1990年7月27日  |        |
| 第1038章 | 《北角碼頭有限公司條例》                             | 全文 | 1949年4月29日  |        |
| 第1039章 | 《安貧小姊妹會法團條例》                             | 全文 | 1925年5月22日  |        |
| 第1040章 | 《保良局條例》                                       | 全文 | 1973年12月14日 |        |
| 第1041章 | 《宗座外方傳教會法團條例》                           | 全文 | 1933年9月1日   |        |
| 第1042章 | 《海員俱樂部法團條例》                               | 全文 | 1930年8月8日   |        |
| 第1043章 | 《鮑思高慈幼會法團條例》                             | 全文 | 1931年4月2日   |        |
| 第1044章 | 《民政及青年事務局局長法團條例》                     | 全文 | 1928年4月10日  |        |
| 第1045章 | 《耶穌寶血女修會法團條例》                           | 全文 | 1936年9月16日  |        |
| 第1046章 | 《沙爾德聖保祿女修會法團條例》                       | 全文 | 1915年5月7日   |        |
| 第1047章 | 《聖約翰機構條例》                                   | 全文 |                | 已廢除 |
| 第1048章 | 《聖約瑟書院法團條例》                               | 全文 | 1921年11月4日  |        |
| 第1049章 | 《聖士提反書院教委會法團條例》                       | 全文 | 1932年5月27日  |        |
| 第1050章 | 《遮打捐款基金(聖約翰座堂及聖安德烈堂)法團條例》     | 全文 | 1941年6月27日  |        |
| 第1051章 | 《東華三院條例》                                     | 全文 | 1971年2月12日  |        |
| 第1052章 | 《佑寧堂法團條例》                                   | 全文 | 1962年5月1日   |        |
| 第1053章 | 《香港大學條例》                                     | 全文 | 1958年9月1日   |        |
| 第1054章 | 《基督教青年會條例》                                 | 全文 | 1923年6月1日   |        |
| 第1055章 | 《雍仁會館信託人法團條例》                           | 全文 | 1922年9月29日  |        |
| 第1056章 | 《挪威海員會法團條例》                               | 全文 |                | 已廢除 |
| 第1057章 | 《香港社會服務聯會法團條例》                         | 全文 | 1951年3月9日   |        |
| 第1058章 | 《香港保護兒童會法團條例》                           | 全文 | 1969年8月15日  |        |
| 第1059章 | 《香港房屋協會法團條例》                             | 全文 | 1951年5月18日  |        |
| 第1060章 | 《中華基督教禮賢會香港區會法團條例》                 | 全文 | 1951年6月1日   |        |
| 第1061章 | 《香港遊樂場協會條例》                               | 全文 | 1951年9月21日  |        |
| 第1062章 | 《救世軍條例》                                       | 全文 | 1951年10月12日 |        |
| 第1063章 | 《中華基督教會灣仔堂法團條例》                       | 全文 | 1952年1月25日  |        |
| 第1064章 | 《五旬節聖潔會法團條例》                             | 全文 | 1952年8月22日  |        |
| 第1065章 | 《聖母兄弟會法團條例》                               | 全文 | 1953年12月18日 |        |
| 第1066章 | 《香港青少年培育會法團條例》                         | 全文 | 1953年12月18日 |        |
| 第1067章 | 《約瑟信託基金條例》                                 | 全文 | 1954年2月12日  |        |
| 第1068章 | 《博愛醫院法團條例》                                 | 全文 | [1954年3月26日 |        |
| 第1069章 | 《靈光堂法團條例》                                   | 全文 | 1954年4月15日  |        |
| 第1070章 | 《母佑會法團條例》                                   | 全文 | 1954年4月15日  |        |
| 第1071章 | 《葡僑教育及福利基金法團條例》                       | 全文 | 1954年4月15日  |        |
| 第1072章 | 《香港雅麗氏何妙齡那打素醫院法團條例》               | 全文 |                | 已廢除 |
| 第1073章 | 《尖沙嘴浸信會法團條例》                             | 全文 | 1954年7月16日  |        |
| 第1074章 | 《香港賀善尼會法團條例》                             | 全文 | 1954年9月10日  |        |
| 第1075章 | 《香港理工大學條例》                                 | 全文 | 1972年3月24日  |        |
| 第1076章 | 《葛量洪獎學基金條例》                               | 全文 | 1955年3月4日   |        |
| 第1077章 | 《蒲魯賢慈善信託基金條例》                           | 全文 | 1955年3月4日   |        |
| 第1078章 | 《香港浸信教會法團條例》                             | 全文 | 1955年5月27日  |        |
| 第1079章 | 《基督教靈糧世界佈道會香港靈糧堂堂務委員會法團條例》 | 全文 | 1955年6月10日  |        |
| 第1080章 | 《嘉道理農業輔助貸款基金條例》                       | 全文 | 1955年7月8日   |        |
| 第1081章 | 《菲臘牙科醫院條例》                                 | 全文 | 1981年5月29日  |        |
| 第1082章 | 《瑪利亞方濟各傳教修會法團條例》                     | 全文 | 1955年9月2日   |        |
| 第1083章 | 《香港基督教協進會法團條例》                         | 全文 | 1955年9月16日  |        |
| 第1084章 | 《香港善牧女修會法團條例》                           | 全文 | 1955年10月14日 |        |
| 第1085章 | 《教育獎學基金條例》                                 | 全文 | 1955年12月23日 |        |
| 第1086章 | 《香港盲人輔導會法團條例》                           | 全文 | 1956年1月27日  |        |
| 第1087章 | 《香港弱能兒童護助會法團條例》                       | 全文 | 1956年3月2日   |        |
| 第1088章 | 《巴黎外方傳教女修會法團條例》                       | 全文 |                | 已廢除 |
| 第1089章 | 《聖約翰學院條例》                                   | 全文 | 1956年4月27日  |        |
| 第1090章 | 《基督教香港崇真會法團條例》                         | 全文 | 1956年6月8日   |        |
| 第1091章 | 《香港電車教育信託基金條例》                         | 全文 | 1956年8月10日  |        |
| 第1092章 | 《香港明愛法團條例》                                 | 全文 | 1981年11月13日 |        |
| 第1093章 | 《九龍城浸信會條例》                                 | 全文 | 1957年4月26日  |        |
| 第1094章 | 《民生教育機構委員會法團條例》                       | 全文 | 1957年5月24日  |        |
| 第1095章 | 《中華基督教會香港區會法團條例》                     | 全文 | 1958年9月5日   |        |
| 第1096章 | 《社會福利署署長法團條例》                           | 全文 | 1959年2月6日   |        |
| 第1097章 | 《鄉議局條例》                                       | 全文 | 1959年12月11日 |        |
| 第1098章 | 《教育局常任秘書長法團條例》                         | 全文 | 1960年9月23日  |        |
| 第1099章 | 《協恩學校管治委員會法團條例》                       | 全文 | 1961年5月12日  |        |
| 第1100章 | 《社會工作訓練基金條例》                             | 全文 | 1961年8月18日  |        |

## 第1101章至1182章
| 章       | 標題                                                               | 全文 | 生效日期       | 備註   |
| -------- | ------------------------------------------------------------------ | ---- | -------------- | ------ |
| 第1101章 | 《柏立基爵士信託基金條例》                                         | 全文 | 1961年12月1日  |        |
| 第1102章 | 《聖保羅書院校董會法團條例》                                       | 全文 | 1962年5月25日  |        |
| 第1103章 | 《緊急救援基金條例》                                               | 全文 | 1962年6月15日  |        |
| 第1104章 | 《聖保羅男女中學校董會法團條例》                                   | 全文 | 1962年6月29日  |        |
| 第1105章 | 《香港工程師學會條例》                                             | 全文 | 1975年12月5日  |        |
| 第1106章 | 《仁濟醫院條例》                                                   | 全文 | 1962年10月12日 |        |
| 第1107章 | 《嚴規熙篤會院牧法團條例》                                         | 全文 | 1963年4月25日  |        |
| 第1108章 | 《香港青年協會法團條例》                                           | 全文 | 1963年4月25日  |        |
| 第1109章 | 《香港中文大學條例》                                               | 全文 | 1976年12月24日 |        |
| 第1110章 | 《李寶椿慈善信託基金條例》                                         | 全文 | 1963年11月8日  |        |
| 第1111章 | 《學校保健服務委員會法團條例》                                     | 全文 |                | 已廢除 |
| 第1112章 | 《華人永遠墳場條例》                                               | 全文 | 1964年12月4日  |        |
| 第1113章 | 《大學服務中心主任法團條例》                                       | 全文 |                | 已廢除 |
| 第1114章 | 《香港貿易發展局條例》                                             | 全文 | 1966年9月30日  |        |
| 第1115章 | 《香港出口信用保險局條例》                                         | 全文 | 1966年12月23日 |        |
| 第1116章 | 《香港生產力促進局條例》                                           | 全文 | 1967年1月20日  |        |
| 第1117章 | 《英基學校協會條例》                                               | 全文 | 1967年2月17日  |        |
| 第1118章 | 《麥理浩爵士信託基金條例》                                         | 全文 | 1982年5月21日  |        |
| 第1119章 | 《警察子女教育信託基金條例》                                       | 全文 | 1967年12月1日  |        |
| 第1120章 | 《警察教育及福利信託基金條例》                                     | 全文 | 1967年12月1日  |        |
| 第1121章 | 《聖士提反女子中學校董會法團條例》                                 | 全文 | 1968年5月3日   |        |
| 第1122章 | 《香港公益金條例》                                                 | 全文 | 1968年11月8日  |        |
| 第1123章 | 《拔萃男書院校董會法團條例》                                       | 全文 | 1969年2月28日  |        |
| 第1124章 | 《拔萃女書院校董會法團條例》                                       | 全文 | 1969年2月28日  |        |
| 第1125章 | 《拔萃小學校董會法團條例》                                         | 全文 | 1969年2月28日  |        |
| 第1126章 | 《香港浸會大學條例》                                               | 全文 | 1984年1月1日   |        |
| 第1127章 | 《香港總商會特別救援基金條例》                                     | 全文 |                | 已廢除 |
| 第1128章 | 《戴麟趾爵士康樂基金條例》                                         | 全文 | 1970年2月13日  |        |
| 第1129章 | 《香港紅十字會條例》                                               | 全文 | 1976年11月26日 |        |
| 第1130章 | 《職業訓練局條例》                                                 | 全文 | 1982年2月26日  |        |
| 第1131章 | 《懲教署人員子女教育信託基金條例》                                 | 全文 | 1983年7月1日   |        |
| 第1132章 | 《香港城市大學條例》                                               | 全文 | 1984年1月1日   |        |
| 第1133章 | 《香港基督教循道衞理聯合教會法團條例》                             | 全文 | 1983年12月23日 |        |
| 第1134章 | 《香港海事訓練隊條例》                                             | 全文 | 1984年3月17日  |        |
| 第1135章 | 《香港演藝學院條例》                                               | 全文 | 1984年7月1日   |        |
| 第1136章 | 《渣打(亞洲)有限公司條例》                                         | 全文 | 1984年11月9日  |        |
| 第1137章 | 《英國勞合銀行(合併)條例》                                         | 全文 | 1985年7月12日  |        |
| 第1138章 | 《蘇格蘭皇家銀行條例》                                             | 全文 | 1985年7月26日  |        |
| 第1139章 | 《香港中文大學(公布逸夫書院)條例》                                 | 全文 | 1986年8月1日   |        |
| 第1140章 | 《尤德爵士紀念基金條例》                                           | 全文 | 1987年4月1日   |        |
| 第1141章 | 《香港科技大學條例》                                               | 全文 | 1988年4月10日  |        |
| 第1142章 | 《德意志銀行(合併)條例》                                           | 全文 | 1988年3月18日  |        |
| 第1143章 | 《香港巴哈伊總會法團條例》                                         | 全文 | 1988年6月17日  |        |
| 第1144章 | 《美國國際商業銀行(香港業務轉讓)條例》                             | 全文 | 1988年7月8日   |        |
| 第1145章 | 《香港都會大學條例》                                               | 全文 | 1989年6月20日  |        |
| 第1146章 | 《第一太平銀行有限公司條例》                                       | 全文 | 1989年12月15日 |        |
| 第1147章 | 《香港建築師學會法團條例》                                         | 全文 | 1990年1月12日  |        |
| 第1148章 | 《香港測量師學會條例》                                             | 全文 | 1990年1月19日  |        |
| 第1149章 | 《香港康體發展局條例》                                             | 全文 |                | 已廢除 |
| 第1150章 | 《香港學術及職業資歷評審局條例》                                   | 全文 | 1990年6月8日   |        |
| 第1151章 | 《挪威銀行條例》                                                   | 全文 |                | 已廢除 |
| 第1152章 | 《道亨銀行有限公司條例》                                           | 全文 | 1990年6月1日   |        |
| 第1153章 | 《香港規劃師學會法團條例》                                         | 全文 | 1991年5月10日  |        |
| 第1154章 | 《中東財務國際有限公司(業務移轉)條例》                             | 全文 | 1992年7月10日  |        |
| 第1155章 | 《宣道會(香港不動產移轉)條例》                                     | 全文 | 1992年5月5日   |        |
| 第1156章 | 《嘉道理農場暨植物園公司條例》                                     | 全文 | 1995年1月20日  |        |
| 第1157章 | 《香港聖公會條例》                                                 | 全文 | 1999年2月26日  |        |
| 第1158章 | 《香港聖公會管業委員會條例》                                       | 全文 | 1999年2月26日  |        |
| 第1159章 | 《香港聖公會基金條例》                                             | 全文 | 1999年2月26日  |        |
| 第1160章 | 《東京三菱銀行條例》                                               | 全文 | 1996年2月23日  |        |
| 第1161章 | 《東京三菱銀行(附屬公司合併)條例》                                 | 全文 | 1996年2月23日  |        |
| 第1162章 | 《香港園境師學會法團條例》                                         | 全文 | 1996年7月19日  |        |
| 第1163章 | 《香港及東南亞正教會條例》                                         | 全文 | 1997年1月2日   |        |
| 第1164章 | 《香港聖約翰救護機構法團條例》                                     | 全文 | 1997年6月27日  |        |
| 第1165章 | 《嶺南大學條例》                                                   | 全文 | 1999年7月30日  |        |
| 第1166章 | 《香港天主教方濟會法團條例》                                       | 全文 | 1999年12月17日 |        |
| 第1167章 | 《中國銀行(香港)有限公司(合併)條例》                               | 全文 | 2001年7月20日  |        |
| 第1168章 | 《東亞銀行有限公司條例》                                           | 全文 | 2001年7月20日  |        |
| 第1169章 | 《Mizuho Corporate Bank, Ltd. (香港合併)條例》                     | 全文 | 2001年12月28日 |        |
| 第1170章 | 《東亞銀行有限公司(合併)條例》                                     | 全文 | 2001年12月28日 |        |
| 第1171章 | 《中信嘉華銀行有限公司(合併)條例》                                 | 全文 | 2002年7月19日  |        |
| 第1172章 | 《道亨銀行有限公司(合併)條例》                                     | 全文 | 2003年3月28日  |        |
| 第1173章 | 《東亞銀行有限公司(附屬公司合併)條例》                             | 全文 | 2003年4月17日  |        |
| 第1174章 | 《渣打銀行(香港)有限公司(合併)條例》                               | 全文 | 2004年5月7日   |        |
| 第1175章 | 《香港康體發展局(廢除)條例》                                       | 全文 | 2004年10月1日  |        |
| 第1176章 | 《永亨銀行有限公司(合併)條例》                                     | 全文 | 2004年7月16日  |        |
| 第1177章 | 《花旗銀行(香港)有限公司(合併)條例》                               | 全文 | 2005年6月3日   |        |
| 第1178章 | 《中國工商銀行(亞洲)有限公司(合併)條例》                           | 全文 | 2005年7月15日  |        |
| 第1179章 | 《香港中文大學(宣布晨興書院及善衡書院為成員書院)條例》             | 全文 | 2007年7月13日  |        |
| 第1180章 | 《香港中文大學(宣布敬文書院、伍宜孫書院及和聲書院為成員書院)條例》 | 全文 | 2008年2月1日   |        |
| 第1181章 | 《雅麗氏何妙齡那打素慈善基金會條例》                               | 全文 | 2008年5月23日  |        |
| 第1182章 | 《交通銀行(香港)有限公司(合併)條例》                               | 全文 | 2017年7月14日  |        |
| 第1183章 | 《香港合資格環保專業人員學會條例》                                 | 全文 | 2024年11月8日  |        |

## 没有章号
律政司并没有为少数条例编排章号，有关条例在电子版香港法例以文件编号指称。
| 文件编号 | 条例编号      | 標題                 | 全文 | 生效日期      | 備註 |
| -------- | ------------- | -------------------- | ---- | ------------- | ---- |
| 文件A305 | 2024年第6号   | 《維護國家安全條例》 | 全文 | 2024年3月23日 |      |
| 文件A401 | 1997年第116号 | 《國旗及國徽條例》   | 全文 | 1997年7月1日  |      |
| 文件A405 | 2020年第2号   | 《國歌條例》         | 全文 | 2020年6月12日 |      |
| 文件A601 | 1997年第110号 | 《香港回歸條例》     | 全文 | 1997年7月1日  |      |
| 文件A602 | 1997年第117号 | 《區旗及區徽條例》   | 全文 | 1997年7月1日  |      |